# Alacsony füzény
Az alacsony füzény vagy izsóplevelű füzény (Lythrum hyssopifolia) a füzény növénynemzetség egyik, a Kárpát-medencében is őshonos faja. Alföldi belvizes területeinken és a dombvidékek vizes élőhelyein általánosan elterjedt, de sehol sem túl gyakori. A nemzetség többi honi képviselőjétől (réti füzény, vesszős füzény) eltérően nem számít jó takarmánynak; a gyomnövények közé sorolják. A Bodrogköz területén megtalálható e növényfaj.
A henye tócsahúrral (Lythrum portula) az iszapnövényzet jellegzetes alkotója. A varangyszittyó (Juncus bufonius) mellett a békaszittyós növénytársulás (Cypero-Juncetum bufonii) másik domináns faja.